# Front Royal
Front Royal ist ein Ort im Warren County im US-Bundesstaat Virginia. Die Einwohnerzahl betrug 15.011 nach dem Zensus von 2020.
Sie ist der County Seat des Warren Countys.

## Geographie
Front Royal liegt rund 120 Kilometer westlich von Washington, D.C., am Zusammenfluss von North und South Fork Shenandoah River zum Shenandoah River. Nach dem United States Census Bureau hat der Ort eine Gesamtfläche von 24,6 km², davon ist 24 km² Land und 0,6 km² Wasser.

## Über Front Royal
Front Royal war im 18. Jahrhundert als Loce und Helltown bekannt. Es erhielt 1854 einen Eisenbahnanschluss durch den Bau der Alexandria, Orange and Manassas Gap Railroad zwischen Manassas und Riverton. Diese Strecke wurde bald bis nach Strasburg ausgebaut und wurde zu einem entscheidenden Faktor in der Schlacht von Front Royal am 23. Mai 1862 während des Amerikanischen Bürgerkriegs. Durch Holzfällerei, Landwirtschaft, Fabriken und Getreidemühlen gab es in der Region für Jahrzehnte nach dem Amerikanischen Bürgerkrieg sichere Arbeitsplätze.
Der Ursprung des Namens Front Royal bleibt ungewiss. Die erste der zwei gängigsten Versionen der Namensherkunft geht davon aus, dass in den ersten Jahrzehnten europäischer Ansiedlungen das Gebiet den Franzosen unter dem Namen le front royal übergeben wurde. Gemeint war damit die britische Grenze. Französische Siedler, Fallensteller und Entdecker im Ohiogebiet in der Mitte des 18. Jahrhunderts wurde das Land – bewilligt von König Charles II. – übergeben. Später wurde es von Baron Lord Thomas Fairfax of Cameron kontrolliert.
Die legendärere und spannendere Version der Namensherkunft lautet folgendermaßen: Zur Kolonialzeit stand eine riesige Eiche, der königliche (engl. royal) Baum der Engländer, auf einem öffentlichen Platz, dort, wo sich heute Chester und Main Street kreuzen. Hier wurden der lokalen Bürgerwehr militärische Kommandos und Manöver beigebracht. Die Unbeholfenheit und Unfähigkeit seiner Truppen machte den Exerzierfeldwebel so wütend, dass er einen Befehl aussprach, den allen verstehen konnten. Er rief: „front the Royal Oak!“ Unter den Zuschauern war ein früherer professioneller Soldat. Er war so erfreut über die prägende Wirkung der Befehle des Feldwebels, dass er und seine Freunde die Geschichte weitererzählten. Sie wiederholten front the Royal Oak bis Front Royal so hieß wie heute.

## Verwaltung
Front Royal wird von einem Bürgermeister und einem Stadtrat mit sechs Mitgliedern, die alle vier Jahre gewählt werden, verwaltet. Derzeitiger Bürgermeister (Stand: April 2022) ist Chris W. Holloway.

## Wichtige Einzelheiten
Front Royal ist die Heimat der Randolph-Macon Academy (gegründet 1892), die das Air-Force-Programm JROTC veranstaltet. Front Royal ist auch die Heimat des Christendom Colleges und des Conservation and Research Centers der Smithsonian Institution. 
 Wie viele andere Orte blickte auch Front Royal der Herausforderung entgegen, Arbeitsplätze zu erhalten.
In Front Royal gab es auch das Avtex Fibers Superfund-Gelände. Aus dem einst größten giftmüllverseuchten Gelände einer ehemaligen Kunststofffaserfabrik wird ein 0,71 km² großer umweltfreundlicher Gewerbepark, 12 10.000 m² große Fußballplätze und 0,97 km² Naturschutzpark entlang des Shenandoah Rivers. Front Royal ist auch Heimat des Canine Enforcement Training Center (CETC), das Hunde für verschiedene Ermittlungsfähigkeiten für zahlreiche Bundesbehörden trainiert. 
 Wichtige Touristenattraktionen sind die Skyline Caverns, der Nordeingang zum Shenandoah-Nationalpark und der Skyline Drive. Es gibt auch eine große Anzahl an Amerikanischen Bürgerkriegsattraktionen, beide in der Stadt und im umliegenden Shenandoah Valley. 
 Das Baseballteam Front Royal Cardinals spielte 1984 in der Valley League. Die Spiele werden im Bing Crosby Stadium ausgetragen. Bing Crosby schenkte das Land und das Geld zum Bau des ursprünglichen Stadions. 1953 trainierte Frank Nesbitt ein Team aus Front Royal, das in der Little League spielte und 3. im Weltturnier wurde. Freddie Moore war einer der Spieler in diesem Team. Er wurde später in der Front Royal Little League aktiv. Nachdem Moore an Krebs gestorben war, wurde eines der Felder der Front Royal Little League nach ihm – um ihn zu ehren – benannt. 
 Das Museum in der Chester Street hat viele interessante Artefakte aus den 1860er Jahren. 
 Front Royal wurde zur Kanuhauptstadt Virginias bestimmt.
In Front Royal hatte zudem auch die Bering Truck Corporation ihren Unternehmenssitz.

## Verkehr
- Front Royal Area Transit beliefert die Stadt werktags.
- Page County Transit The People Movers beliefert Luray werktags und befördert Personen zwischen Luray und Front Royal wochentags.
- Shenandoah Valley Commuter Bus bietet werktags Pendlern Busfahrten vom Northern Shenandoah Valley einschließlich Shenandoah County und Warren County nach Washington, D.C. einschließlich Arlington County und Fairfax County an.